# Witheringia
Witheringia, biljni rod iz porodice pomoćnica ili krumpirovki. Postoji 13 priznatih vrsta polugrmova, grmova ili drveća rasprostranjenih od Meksika do tropske Južne Amerike.
Tipična vrsta je Witheringia solanacea L'Hér., grm koji se koristi se za liječenje nespecificiranih medicinskih poremećaja, kao lijek i za ishranu. Opisan je u Sertum Anglicum 1: 19, t. 1. 1788.

## Vrste
1. Witheringia asterotricha (Standl.) Hunz.
2. Witheringia bristaniana D' Arcy
3. Witheringia coccoloboides (Dammer) Hunz.
4. Witheringia hunzikeri D' Arcy
5. Witheringia killipiana Hunz.
6. Witheringia laxissima (Standl.) D' Arcy
7. Witheringia maculata (C. V. Morton & Standl.) Hunz.
8. Witheringia meiantha (Donn. Sm.) Hunz.
9. Witheringia mexicana (B. L. Rob.) Hunz.
10. Witheringia mortonii Hunz.
11. Witheringia solanacea L'Hér.
12. Witheringia stellata (Greenm.) Hunz.
13. Witheringia wurdackiana Benítez